# Jüdische Gemeinde Bruyères
Eine Jüdische Gemeinde in Bruyères, einer französischen Gemeinde im Département Vosges in Lothringen, entstand ab der Mitte des 19. Jahrhunderts.

## Geschichte
Da die jüdische Gemeinde noch relativ klein war, benutzte sie die Synagoge im 19 Kilometer entfernten Rambervillers. Erst nach der deutschen Annexion von Elsaß-Lothringen nach dem Deutsch-Französischen Krieg von 1870/71, stieg die Zahl der Gemeindemitglieder schnell an. Viele Elsässer Juden verließen ihre Heimat und siedelten sich in der Nachbarregion, den französischen Vogesen, an.  Die Gemeinde gehörte zum Rabbinat von Épinal und hatte selbst nie einen Rabbiner, sondern einen ministre-officiant.

## Gemeindeentwicklung
| Jahr | Gemeindemitglieder |
| ---- | ------------------ |
| 1806 | 19 Personen        |
| 1848 | 21 Personen        |
| 1866 | 18 Personen        |
| 1867 | 46 Personen        |
| 1873 | 80 Personen        |
| 1939 | ca. 40 Personen    |

## Nationalsozialistische Verfolgung
Während des Zweiten Weltkriegs profanierte das deutsche Militär die Synagoge und benutzte sie als Warenlager. Ab 1942 wurden die jüdischen Bewohner des Ortes deportiert und ermordet. Da nach 1945 nur drei jüdische Familien nach Bruyères zurückkamen, musste die Synagoge und das Wohnhaus des ministre-officiant verkauft werden. Der Erlös diente dem Wiederaufbau der Synagoge in Épinal.

## Synagoge

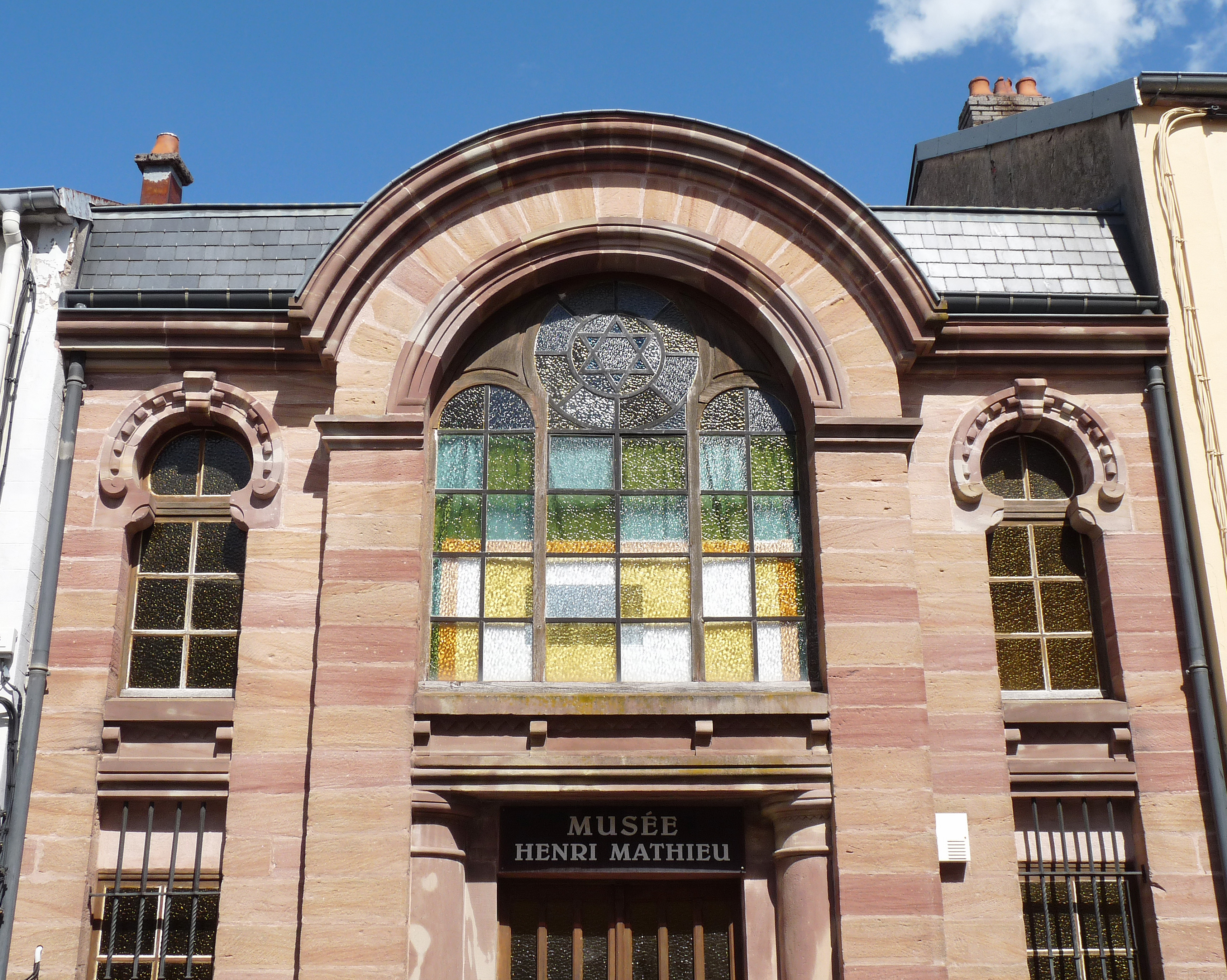
Ehemalige Synagoge in Bruyères

## Friedhof
Der jüdische Friedhof in Bruyères wurde 1876 neben dem kommunalen Friedhof errichtet. Einige Grabsteine (Mazevot) sind noch vorhanden.

## Ministre-officiant
- bis 1900: Isaac Gross
- bis Ende der 1920er Jahre: Simon Wagner